# Валь-д’Орча
Валь-д’Орча (итал. Val d’Orcia) — культурный ландшафт в центральной Италии. Объект Всемирного наследия ЮНЕСКО. Природно-культурный регион долины является частью сельскохозяйственного ареала в Тоскане, близ города Сиена. Над южной частью долины возвышается гора Амиата, на северо-востоке находятся глинистые земли Крете-Сенези. Поблизости расположен ещё один памятник всемирного наследия — городок Пьенца.
В XIV—XV столетиях Валь-д’Орча являлась объектом заселения и культурного развития со стороны города-государства Сиена, с поставленной целью воплотить в жизнь идеализированную модель «эстетически выдержанного ландшафта». Бросающаяся в глаза прелесть развитого человеческим трудом ландшафта Валь-д’Орчи, с его плоскими равнинами, над которыми возвышаются холмы практически идеальной конической формы, вдохновляла многих художников, особенно представителей сиенской школы. Их полотна, созданные в эпоху Возрождения, отражают красоту этой цветущей местности.
С 2004 года Валь-д’Орча включена в список объектов всемирного наследия ЮНЕСКО в Италии.

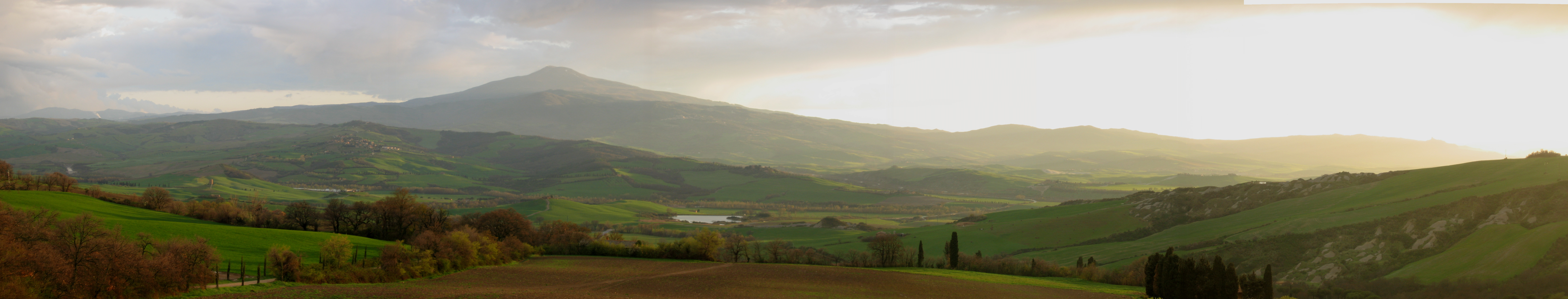
Валь-д’Орча. Вид на гору Амиата.